# Kościół św. Mikołaja w Liszkach
Kościół świętego Mikołaja – rzymskokatolicki kościół parafialny należący do dekanatu Czernichów archidiecezji krakowskiej.
Świątynia została wzniesiona w 1873 roku, pod urzędowania księdza proboszcza Wawrzyńca Oprządka i konsekrowana została w 1888 roku. Jest to murowany, obszerny, kościół reprezentujący styl neoromański. Został zbudowany na planie krzyża, posiada trzy nawy i wysoką wieżę o wysokości 52 metrów (razem z krzyżem). Zaprojektował go architekt o nazwisku Beym.
We wnętrzu kościoła, w bocznych ołtarzach są umieszczone obrazy z XVIII wieku, natomiast w ołtarzu głównym znajduje się wizerunek Matki Boskiej w srebrnej sukience z XVII wieku. W 1978 roku ówczesny metropolita krakowski, kardynał Karol Wojtyła, poświęcił w świątyni nowy ołtarz soborowy.

## Galeria

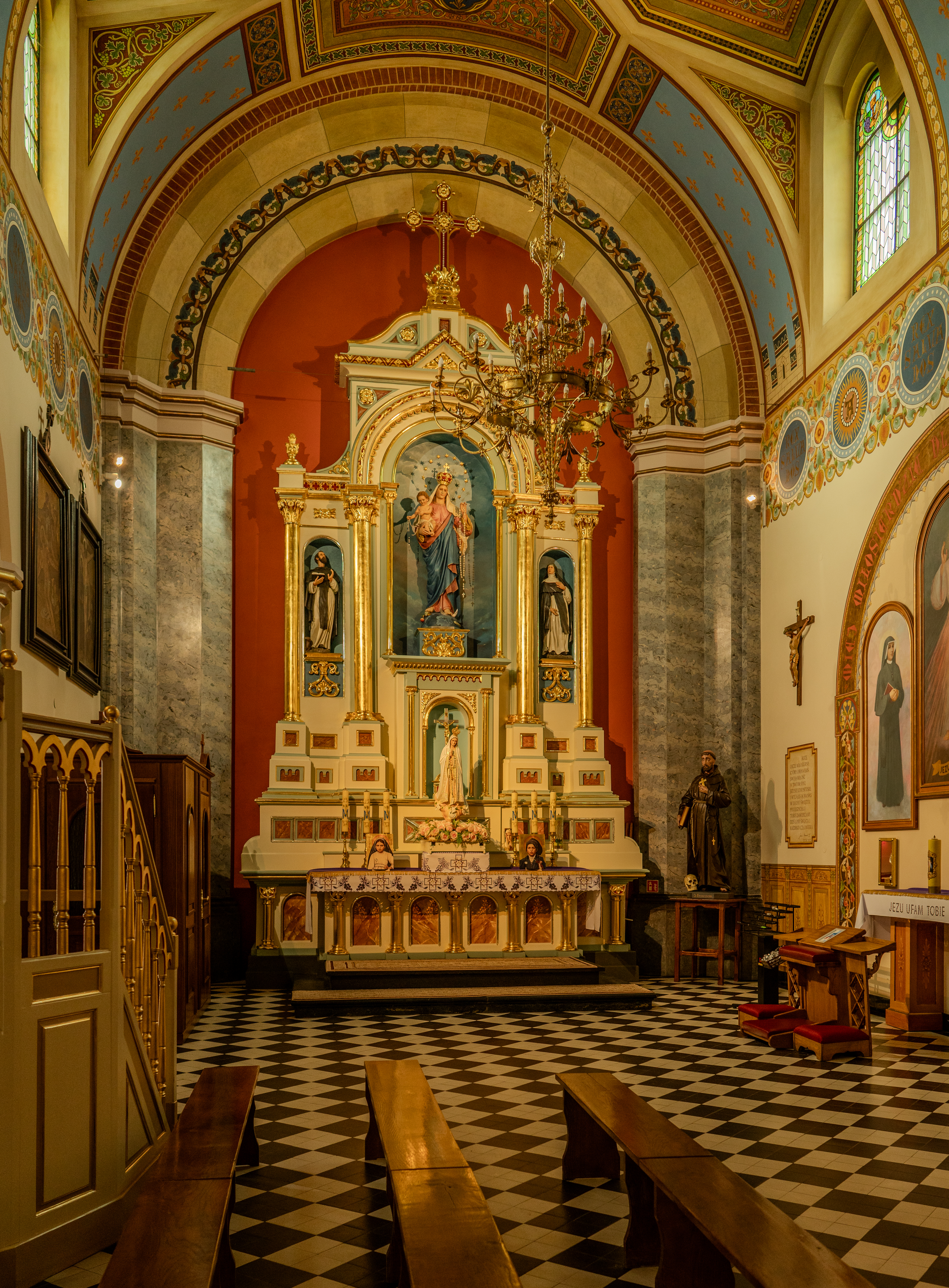
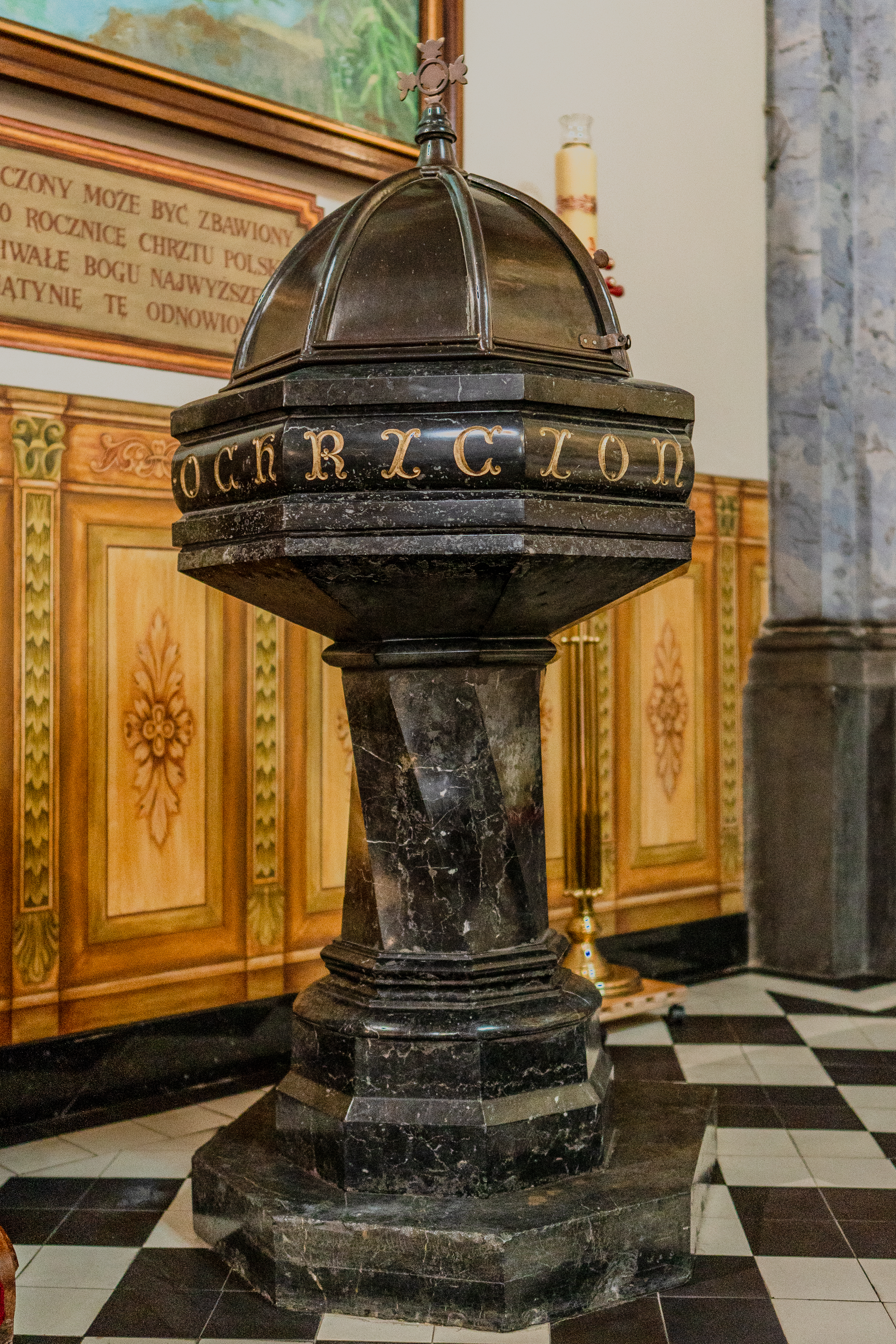
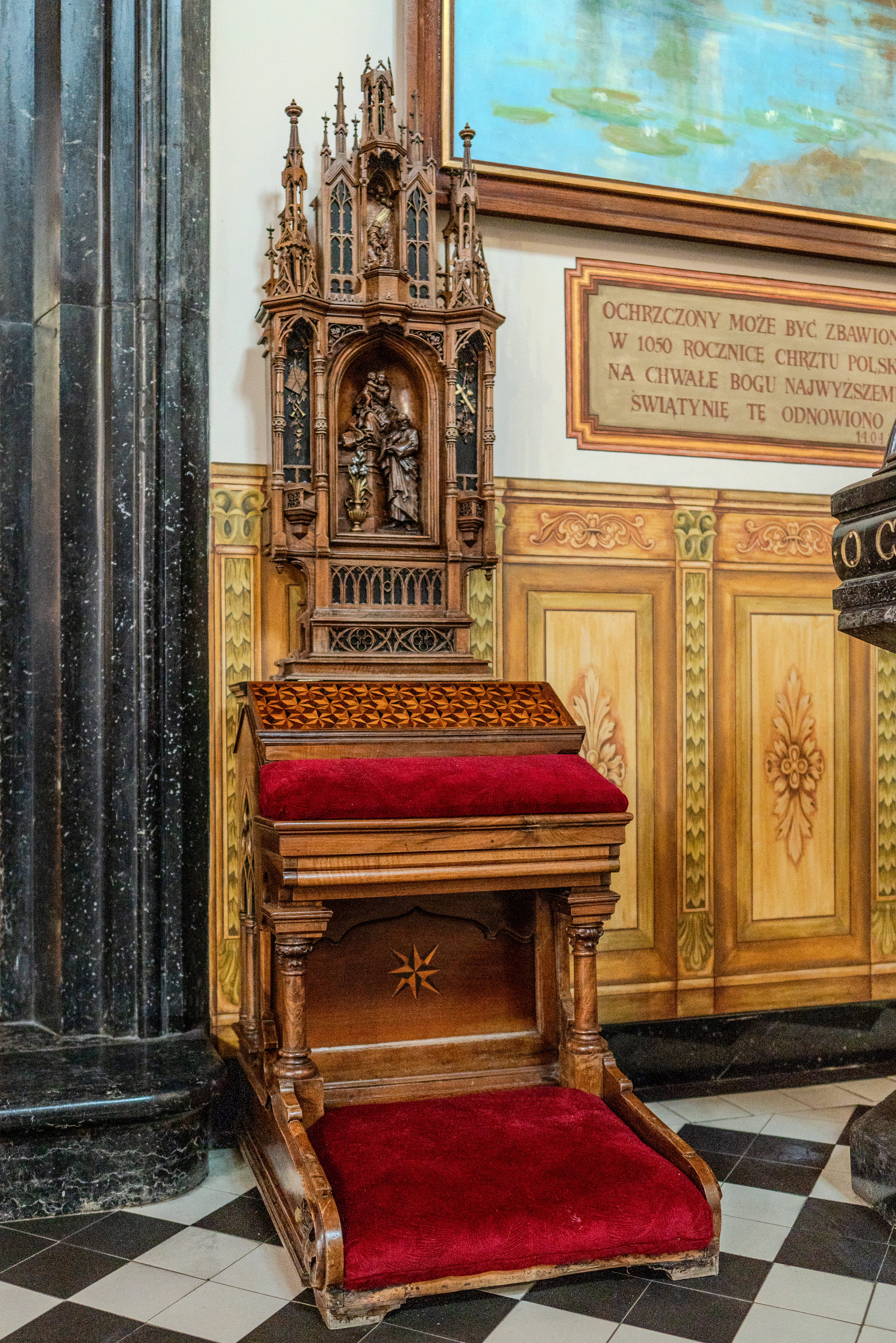
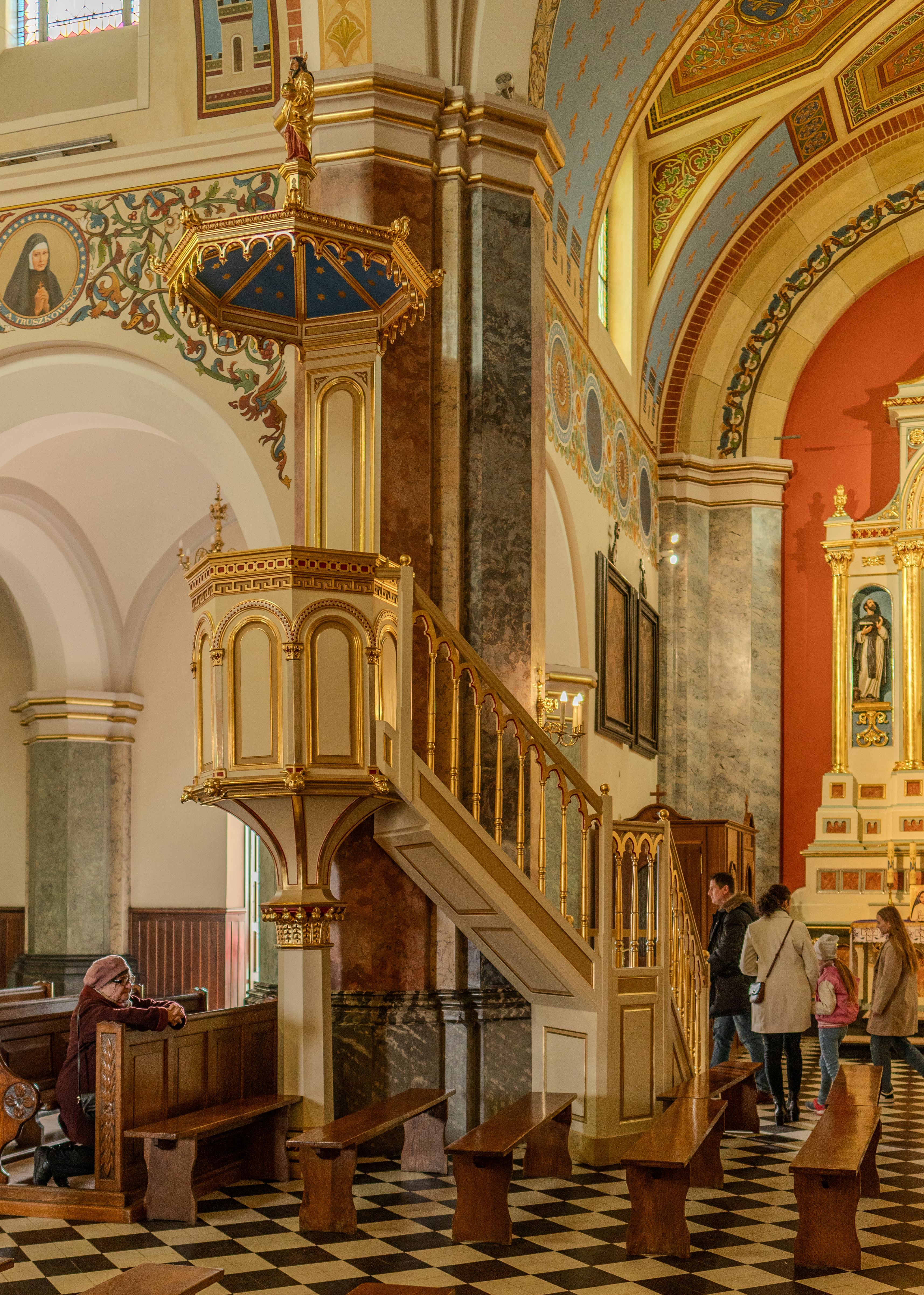
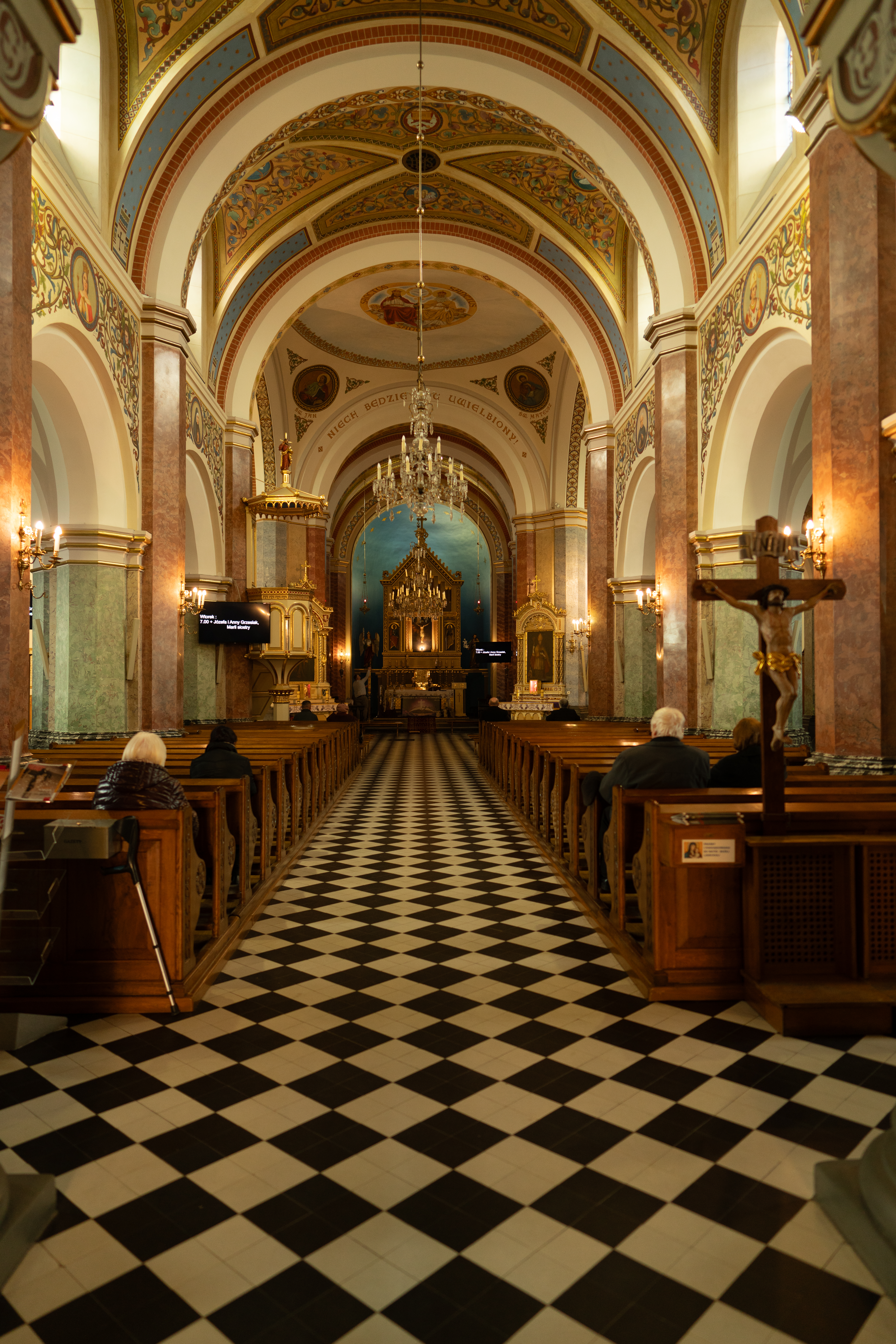
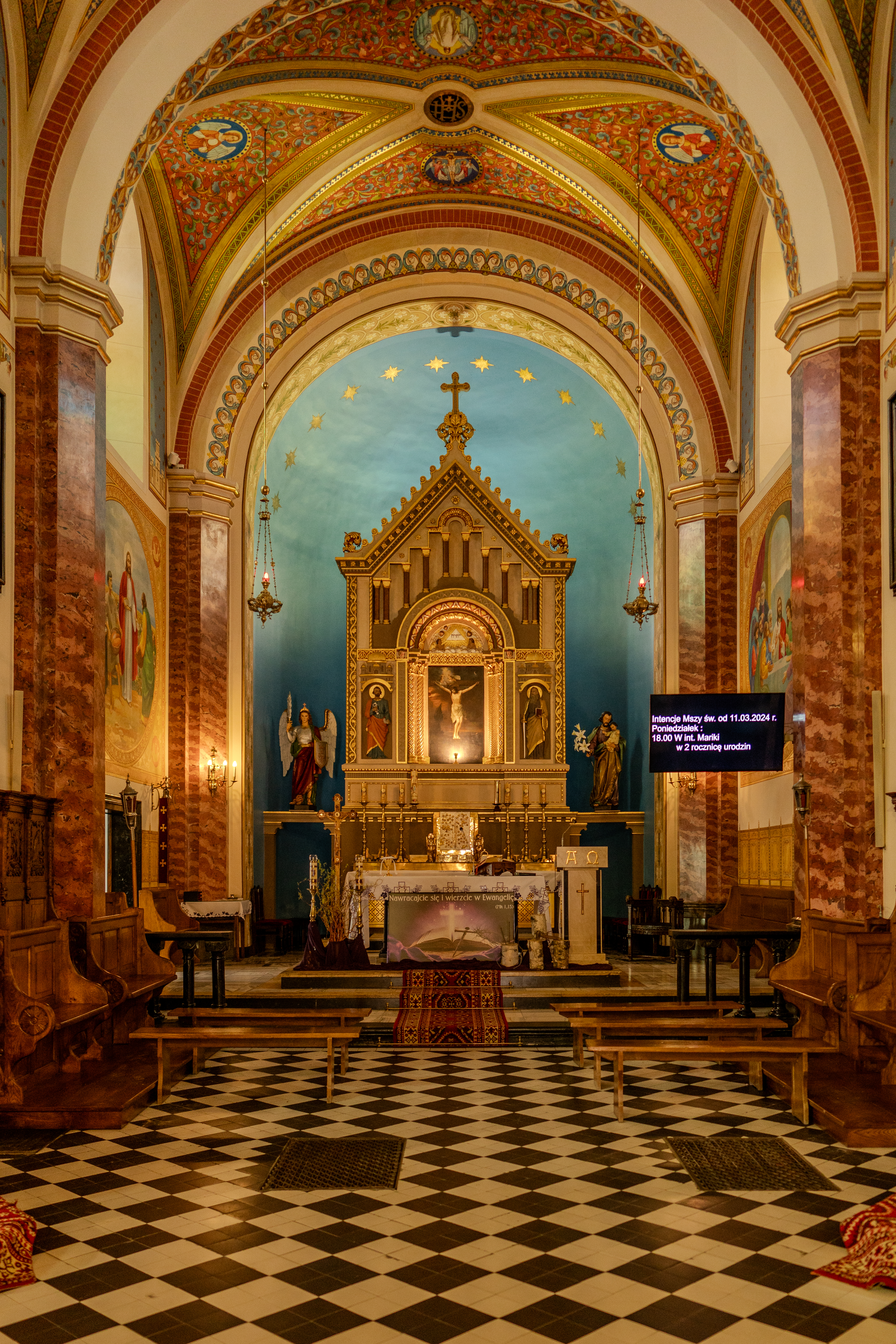
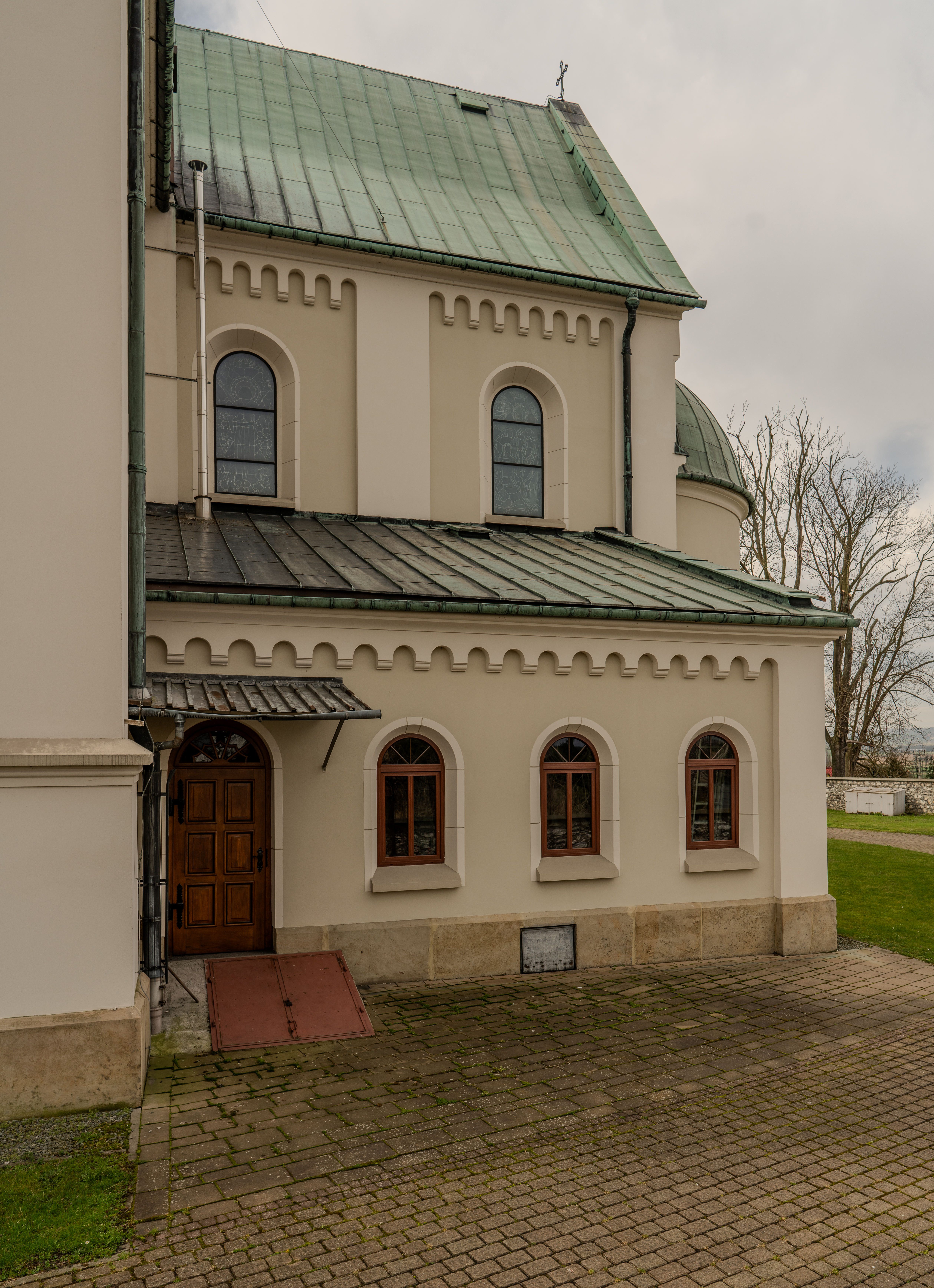
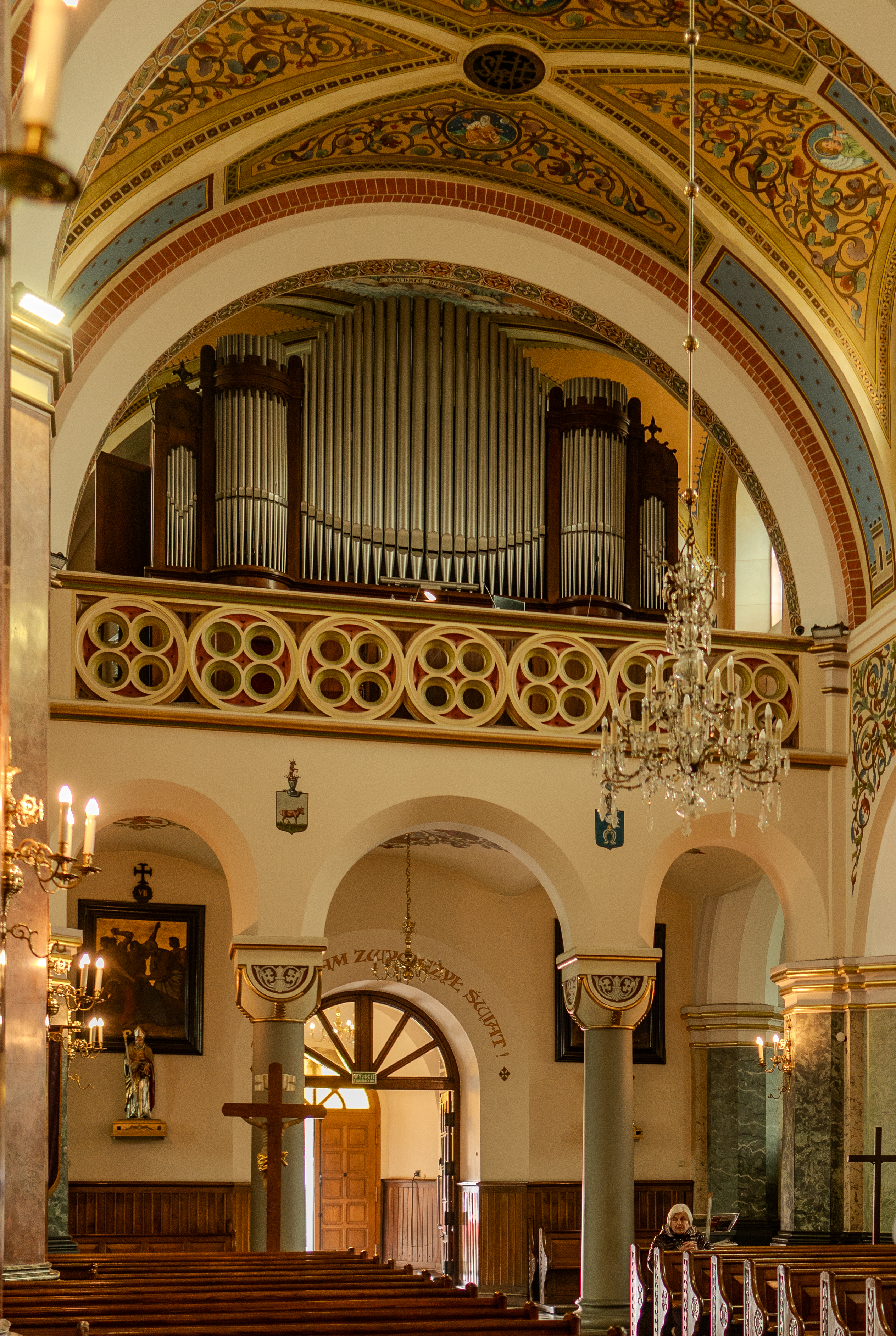
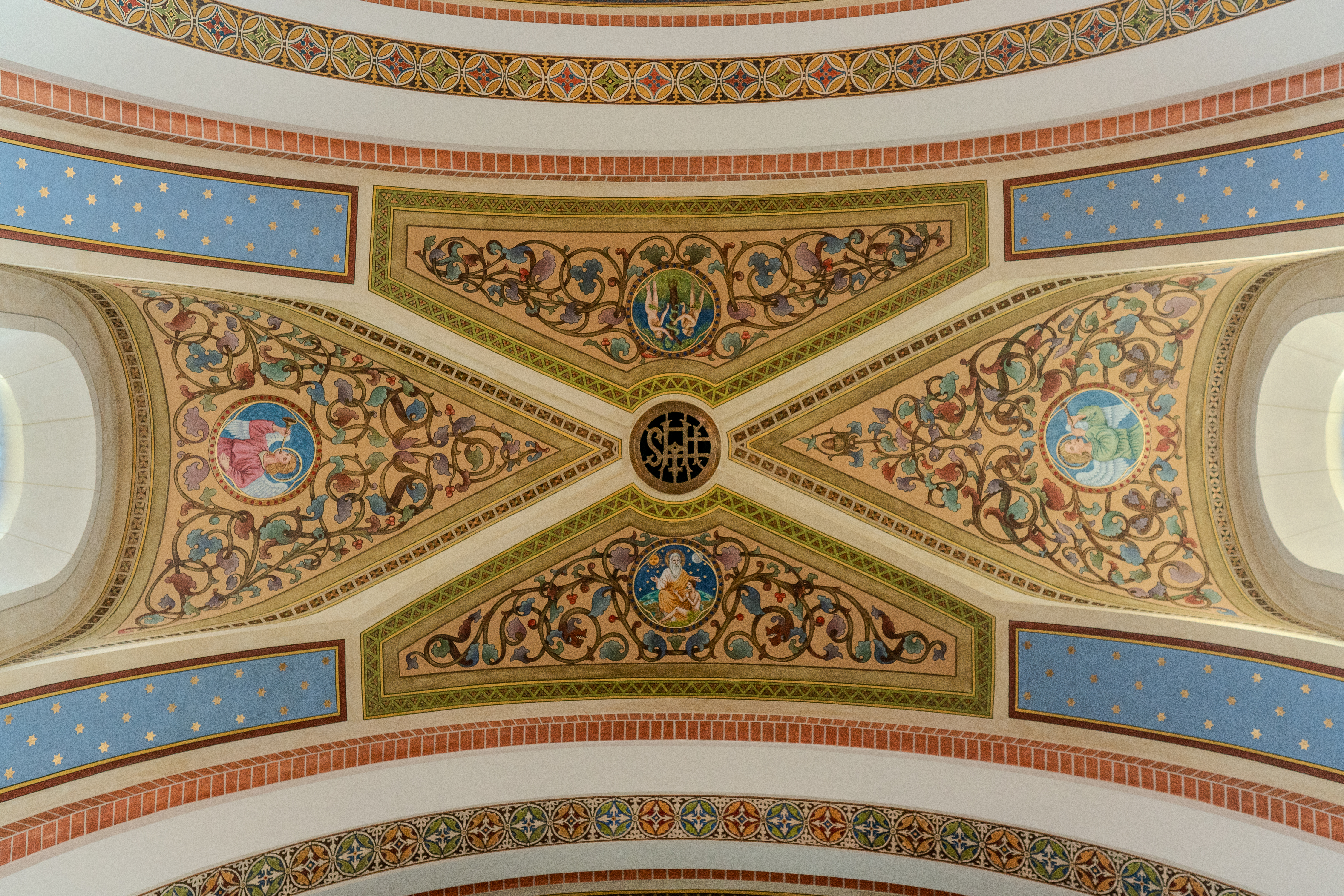
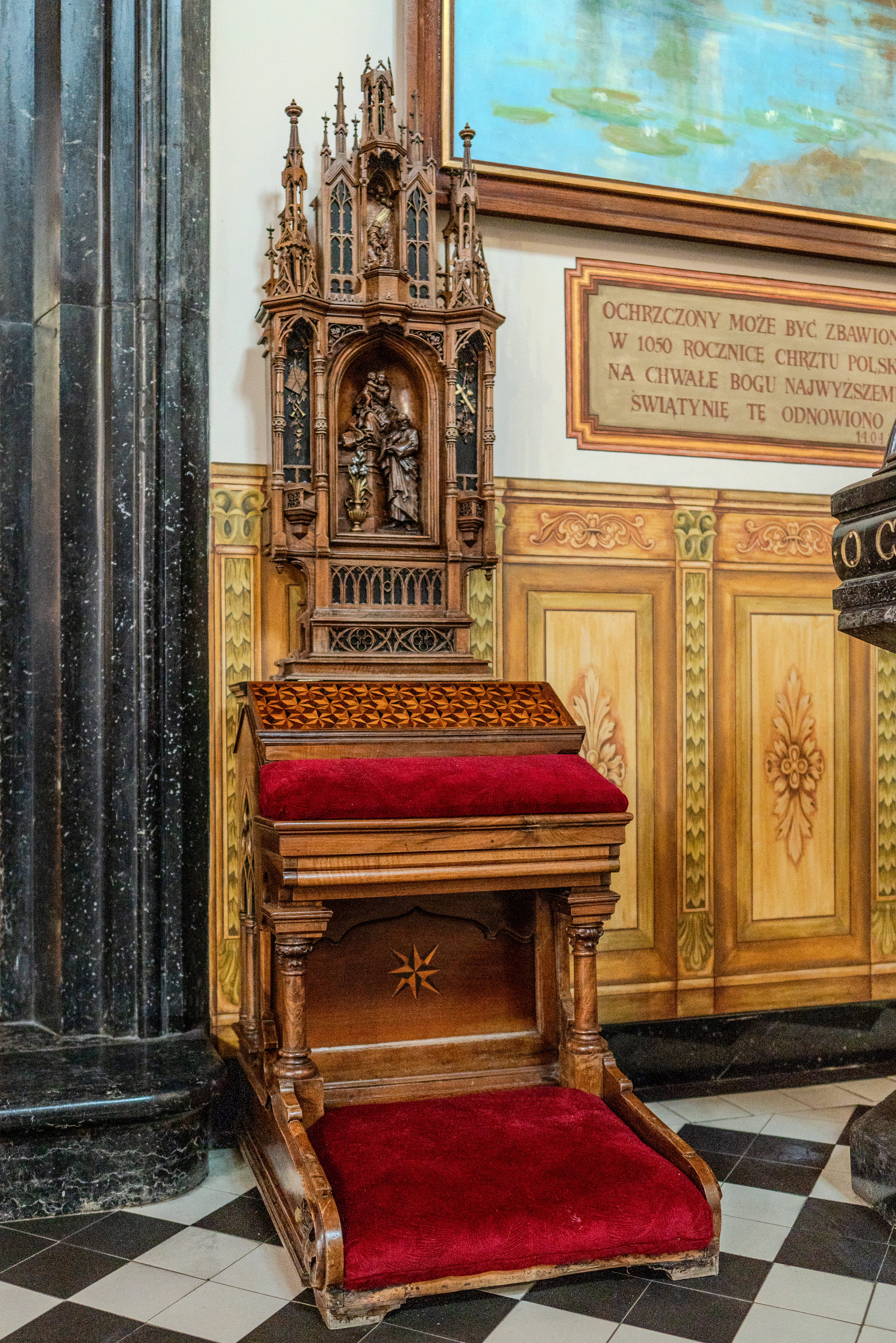